# У лісі, де мерехтять світлячки
У лісі, де мерехтять світлячки (яп. 蛍火の杜へ, хотарубі но морі е) — односерійна сьодзьо-манґа, написана Юкі Мідорікавою. Вона була опублікована в липневому номері журналу LaLa DX у Японії у 2002 році, а в липні 2003 року була перевидана в танкобон-збірці коротких оповідань під тією ж назвою, яка включала чотири романтичні односерійні історії, написані Мідорікавою. В червні 2025 року видавництво MAL'OPUS анонсувало вихід українського перекладу манґи.
44-хвилинний аніме-фільм з тією ж назвою був створений у 2011 році аніме-студією Brain's Base та зрежисований Оморі Такахіро. У фільмі знялися японські актори озвучення Аяне Сакура та Утіяма Кокі, а його саундтрек включав музику Макото Йосіморі. Фільм користувався великою популярністю протягом кількох місяців у Японії після його прем'єри 17 вересня 2011 року.
Європейська прем'єра Hotarubi no Mori e відбулася 8 жовтня 2011 року на фестивалі Scotland Loves Animation, де він отримав Приз журі. Його показали на Міжнародному кінофестивалі в Лідсі, Anime Contents Expo та конвенції Anime Expo, а також він виграв нагороду Animation Film Award на 66-й щорічній церемонії Mainichi Film Awards.
Аніме було випущено на Blu-ray Disc (BD) та DVD у Японії 22 лютого 2012 року. Додаткова історія, пов'язана з оригінальною манґою та аніме-фільмом, під назвою Hotarubi no Mori e Tokubetsuhen (яп. 蛍火の杜へ 特別編), була випущена у пам'ятному виданні манґи за 12 днів до виходу аніме. І пам'ятне видання манґи, і лімітоване видання BD посіли 13-е місце в японському чарті продажів Oricon невдовзі після їх випуску.
Сакура повідомила, що відчула сильну емоційну реакцію на історію під час запису голосу Хотару, а Мідорікава визнала, що історія позитивно вплинула на її кар'єру. Рецензенти повсюдно високо оцінили аніме-фільм за його красу, простоту та ніжність, порівнюючи його з роботами Міядзакі Хаяо зі Studio Ghibli та Сінкай Макото. Критики було мало, найчастіше зосереджуючись на його короткій тривалості.

## Сюжет
Оригінальна сьодзьо-манґа «У лісі, де мерехтять світлячки» та подальший фільм розповідають історію шестирічної дівчинки на ім'я Хотару Такеґава, яка губиться в лісі, населеному гірськими духами, а також йокаями (дивними примарами з японського фольклору). Її знаходить істота, схожа на людину, в масці, на ім'я Ґін, який повідомляє Хотару, що він зникне назавжди, якщо до нього доторкнеться людина. Потім Ґін виводить Хотару з лісу. Хотару повертається, щоб відвідати Ґіна в лісі протягом наступних кількох днів, і вони стають друзями, незважаючи на обмеження у їхній взаємодії. Хоча наприкінці літа вона повинна залишити Ґіна, щоб повернутися до міста та навчання, Хотару обіцяє повертатися до нього щоліта на канікули.
З роками Ґін майже не старіє, тоді як Хотару фізично дорослішає і наближається до його віку. Досягнувши підліткового віку, Хотару починає боротися зі своїм зароджуваним романом і їхнім невизначеним майбутнім, тоді як Ґін бажає, щоб він міг торкнутися і обійняти молоду дівчину, якою стала Хотару. Коли Хотару вступає до старшої школи, Ґін запрошує її на побачення на фестиваль у лісі, організований духами. Ніч закінчується трагедією, коли Ґін помилково торкається маленького хлопчика, який пробрався на фестиваль духів, але перш ніж він зникне, вони з Хотару обіймаються і зізнаються одне одному в коханні. Історія закінчується тим, що Хотару приймає свій біль і продовжує своє життя, хоча вона завжди буде дорожити спогадами про час, проведений з Ґіном. Адаптація історії у формі аніме-фільму 2011 року повторює всі події з манґи, додаючи лише кілька додаткових сцен.

### Спеціальне видання
Опубліковане у 2011 році, видання розширює оригінальну історію коротким епізодом, розказаним з перспективи Ґіна. Коли Хотару є підлітком, вона ділиться пудингом з Ґіном перед тим, як поїхати наприкінці літа. Після від'їзду Хотару йокаї намагаються розвеселити Ґіна, приносячи йому пару хурми — одне з найцінніших частувань на горі. Вражений смаком, Ґін думає поділитися однією з цих хурминок з Хотару наступного року.
Після обговорення способів збереження хурми з йокаями та духом на ім'я Мацуміно, Ґін вирушає шукати лід на найвищій гірській вершині, але розчарований тим, що не знаходить його влітку. Коли Ґін повертається подряпаний після своїх безплідних пошуків льоду, Мацуміно жаліє його і пропонує доставити хурму Хотару за нього. Однак, не знаючи, де вона живе, Мацуміно губиться і зголоднів. Повернувшись після невдалої спроби знайти Хотару, Мацуміно вибачається перед Ґіном за те, що з'їв хурму, і Ґін прощає його. Історія завершується тим, що Ґін бачить Хотару наступного літа і розмірковує, чи зможе він розповісти їй про свої почуття до неї.